# أبو زكريا الفراء
أَبُو زَكَرِيَّا يَحْيَى بْنْ زِيَادْ بْنْ عَبْدِ اَللَّهْ بْنْ مَنْظُورِ بْنْ مَرْوَانْ اَلْأَسْلَمِي اَلدَّيْلِمِي اَلْكُوفِيَّ، مولى بني أسد، المعروف بالفَرَّاء، وهو لقبه «لأنه كان يفري الكلام» أي: يصلحه. ولد الفراء في الكوفة سنة 144 هجري كما حققه الدكتور أحمد الأنصاري ثم انتقل إلى بغداد وجعل أكثر مقامه فيها.

## نشأته وأخلاقه
ولد الإمام في الكوفة ثم انتقل إلى بغداد وأثرت البيئة الكوفية في نشأته وفكره لما اتسمت به من شيوع التصوف الإشراقي، فكان لذلك أثر في نشأة الإمام. فكان ورعاً متديناً براً بأهله وقومه. «ثم لما علا نجمه وولج معترك المنافسة النحوية وغدا إماماً ورئيس نحاة برز فيه شيء من التيه والتعظم». وكان الفراء شديد الطلب للمعاش لا يستريح في بيته وكان يجمع طول السنة فإذا كان في آخرها خرج إلى الكوفة فأقام بها أربعين يوماً في أهله يفرق عليهم ما جمعه ويبرهم.
نشأ الإمام الفراء في بيئة الصراع بين المعتزلة وأهل السنة مما مكنه من التعرف على الأعراف الكلامية السائدة «فظهرت هذه النزعة في تآليفه وكان يتفلسف في تصانيفه ويستعمل فيها ألفاظ الفلاسفة»
وقد أخذ العلم عن أئمة عظام أهمهم أبو الحسن الكسائي ويونس بن حبيب، كما روى عن قيس بن الربيع ومندل بن علي وكان يتصل بالأعراب ويأخذ ممن يثق به. وكان الفراء أحفظ الناس لنوادر الكسائي.

## شيوخه
تلقى العلم عن الكسائي، وهو عمدته، وروى عن قيس بن الربيع، ومندل بن علي، أبي الجراح وأبي ثروان، وغيرهما، كما تلقى العلم من يونس بن حبيب البصري، وأيضاً عن أبي الكلابي، وعن سفيان بن عيينة، وأبي جعفر الرؤاسي، كما أخذ علمه عن عبد الله بن المبارك كثيراً، وكان يصفه بالثقة، فيقول: وحدثني الثقة عبد الله بن المبارك، وعن غيرهم الكثير.

## ثناء العلماء عليه
«كان للإمام الفراء تأثير كبير في البيئة الفكرية التي عاش فيها وأثر بصورة جلية في كثير من البيئات التي نهلت من علمه وأساليبه مما جعله يحتل مركزاً سامياً ومنزلة جليلة في نفوس العلماء والأئمة حدتهم على مدحه والثناء عليه حتى بعد صيته وغدا بحق إمام عصره ونسيج وحده». ويحكى عن ثعلب أنه قال: (لولا الفراء لما كانت عربية). «لأن الفراء خلصها وضبطها».
وقد اشتهر الفراء بلقب أمير المؤمنين في النحو لعظم مكانته بين العلماء. وقد قال أبو بكر الأنباري: «لو لم يكن لأهل بغداد والكوفة من علماء العربية إلا الكسائي والفراء لكان لهم بهما الافتخار على جميع الناس».

## مذهبه في الكلام
عاش الفراء في عصر اشتهرت فيه الخصومات بين المعتزلة وأهل السنة ومن الطبيعي أن يكون لعالم مثل الفراء موقفاً من هذا الجدال المحتدم بناء على رأي علمي وعقلي ناضج، وقد ذكر بعض من ترجم للفراء أنه كان معتزلياً أو له ميل إلى الاعتزال. ولكن المحققين ذكروا أنه لم يكن له عمق في مذاهب المتكلمين وذكر ذلك الجاحظ، وأكد ذلك الإمام ابن خلكان حيث قال: «وكان الفراء لا يميل إلى الاعتزال». وذكر بعض أهل العلم «أن الفراء من أهل السنة ومذاهبه في التفسير حسنة».

## مؤلفاته
- كتاب الحدود
- كتاب المعاني
- المصادر في القرآن
- كتاب الوقف والابتداء
- كتاب الجمع والتثنية في القرآن
- آلة الكاتب
- كتاب المفاخر
- كتاب المقصور والممدود
- كتاب المذكر والمؤمث
- كتاب الأيام والليالي والشهور
- كتاب المنقوص والممدود [7]
- كتاب لغات القرآن للفراء

## وفاته
توفي الفراء سنة 207 هجرية وقيل في 215 هـ واختلف المحققون في مكان وفاته فجماعة قالوا توفي في بغداد وبعضهم قال إنه توفي في طريق إلى مكة.

## مذهبه في النحو
كان الفراء نحويًا كوفيًا وكان أشهر الكوفيين وأكثرهم اطلاعًا على علوم النحو واللغة وفنون الأدب. وكان في منهجه مكثرًا من الرواية مهتمًا بالنقل وكان يقف على دقائق اللغة والاختلافات الصوتية.